# 할하강

할하강과 아무르강 유역의 위치

할하강(Khalkha river)은 몽골 동부와 중국 내몽골 자치구에 걸친 강이다. 몽골어 명칭인 할힌골(Khalkhin Gol)로도 불리며, 1939년 중반에 소련-일본 국경 분쟁의 결과 소련군과 몽골군이 일본 관동군과 무력 충돌한 할힌골 전투로 잘 알려져 있다.
강은 대흥안령 서쪽 비탈에서 발원하며 그 하류 일부는 중국 내몽골과 몽골 공화국의 자연 국경을 형성하고 있다. 강은 중간에 2개의 지류로 나뉘어 왼쪽 지류(할하강 본류)는 부이르호로 흘러들고 부이르호에서 다시 Orshuun Gol이 발원하는데, 오른쪽 지류(샤릴징 골)는 이 Orshuun Gol에 합류한다. Orshuun Gol은 훌룬호로 흘러든다.